# Distretto di Dak Cheung
Il distretto di Dak Cheung è uno dei quattro distretti (mueang) della provincia di Xekong, nel Laos. Ha come capoluogo la città di Dak Cheung.